# Épineux-le-Seguin
Épineux-le-Seguin és un municipi francès situat al departament de Mayenne i a la regió de País del Loira. L'any 2007 tenia 168 habitants.

## Demografia

### Població
El 2007 la població de fet d'Épineux-le-Seguin era de 168 persones. Hi havia 72 famílies de les quals 24 eren unipersonals (12 homes vivint sols i 12 dones vivint soles), 28 parelles sense fills i 20 parelles amb fills.
La població ha evolucionat segons el següent gràfic:
Habitants censats

### Habitatges
El 2007 hi havia 100 habitatges, 73 eren l'habitatge principal de la família, 23 eren segones residències i 3 estaven desocupats. Tots els 100 habitatges eren cases. Dels 73 habitatges principals, 54 estaven ocupats pels seus propietaris, 18 estaven llogats i ocupats pels llogaters i 1 estava cedit a títol gratuït; 4 tenien dues cambres, 12 en tenien tres, 20 en tenien quatre i 37 en tenien cinc o més. 55 habitatges disposaven pel capbaix d'una plaça de pàrquing. A 42 habitatges hi havia un automòbil i a 23 n'hi havia dos o més.

### Piràmide de població
La piràmide de població per edats i sexe el 2009 era:
| Homes | Edats   | Dones |
| ----- | ------- | ----- |
| 0     | 95 o +  | 0     |
| 0     | 90 a 94 | 0     |
| 0     | 85 a 89 | 0     |
| 0     | 80 a 84 | 0     |
| 4     | 75 a 79 | 4     |
| 4     | 70 a 74 | 0     |
| 12    | 65 a 69 | 0     |
| 8     | 60 a 64 | 12    |
| 0     | 55 a 59 | 4     |
| 8     | 50 a 54 | 12    |
| 4     | 45 a 49 | 4     |
| 4     | 40 a 44 | 0     |
| 0     | 35 a 39 | 0     |
| 8     | 30 a 34 | 0     |
| 8     | 25 a 29 | 12    |
| 8     | 20 a 24 | 12    |
| 12    | 15 a 19 | 4     |
| 4     | 10 a 14 | 0     |
| 0     | 5 a 9   | 4     |
| 4     | 0 a 4   | 4     |

## Economia
El 2007 la població en edat de treballar era de 104 persones, 81 eren actives i 23 eren inactives. De les 81 persones actives 69 estaven ocupades (40 homes i 29 dones) i 12 estaven aturades (4 homes i 8 dones). De les 23 persones inactives 9 estaven jubilades, 7 estaven estudiant i 7 estaven classificades com a «altres inactius».

### Ingressos
El 2009 a Épineux-le-Seguin hi havia 87 unitats fiscals que integraven 207 persones, la mediana anual d'ingressos fiscals per persona era de 15.806 €.

### Activitats econòmiques
Dels 5 establiments que hi havia el 2007, 1 era d'una empresa de fabricació d'altres productes industrials, 1 d'una empresa de construcció, 1 d'una empresa de comerç i reparació d'automòbils, 1 d'una empresa d'hostatgeria i restauració i 1 d'una empresa de serveis.
L'únic servei als particulars que hi havia el 2009 era un electricista.
L'any 2000 a Épineux-le-Seguin hi havia 20 explotacions agrícoles que ocupaven un total de 1.078 hectàrees.

## Poblacions més properes
El següent diagrama mostra les poblacions més properes.